# Wuding (Fluss)
Der Wuding He (chinesisch 无定河, Pinyin wú dìng hé) ist ein Fluss in Shaanxi und der Inneren Mongolei in China.

## Geographie
Der Wuding beginnt im Ordos-Plateau und fließt südlich in das Gebiet des Lössplateaus mit seinen Canyons und Ackerflächen. Nach rund 160 km mündet er in den Gelben Fluss.

### Verlauf
Der Wuding erhält seinen Namen beim Batuwan Reservoir (巴图湾水库, ba tu wan shui ku, ⊙) im Uxin-Banner, Ordos. Der Haupt-Zufluss des Stausees trägt die Bezeichnung Hongliu He und kommt selbst von Südwesten aus dem Lössplateau. Beim Austritt aus diesem ist er zunächst im Xinqiao Reservoir (新桥水库, xin qiao shui ku, ⊙), dann im Jinjisha Reservoir (金鸡沙水库, Jin ji sha shui ku, Jingbian, ⊙) aufgestaut. Insgesamt bildet der Hauptverlauf des Flusses einen großen Bogen der südlich des Gelben Flusses aus dem Lössplateau in das Ordos-Gebiet eintritt und dann nach Süden umbiegt, wo er, wieder im Süden, in Shaanxi in den Gelben Fluss mündet.
In der Nähe des Batuwan Reservoir, in das der Hailiutu He (l, N, ⊙) mündet, steht die Wu Ding He Te Da Qiao, die „Große Flussbrücke über den Wuding“, bei der auch der Lu He (r, S, Hengshan Qu, ⊙) mündet. Unweit davon liegen im Norden des Flusses die Ruinen der alten „Weißen Stadt“ Tongwancheng. Von dort verläuft der Fluss in einem recht schmalen Flussbett von ca. 200 m Breite, in dem intensiv Landwirtschaft betrieben wird. Und bei Hengshan erreicht er auch seinen nördlichsten Scheitelpunkt. Der Fluss fließt nach Osten, nimmt von links (N) den Nalin He auf und bildet bald darauf bei Leilongwanxiang (雷龙湾乡) das Wanggedu Reservoir (王圪堵水库 Wang Ge du shui ku), Yulin, das sich über mehrere Kilometer nach Westen erstreckt. Er wird vom Yu Jing Gong Lu (Yujing-Highway, Yuyang Qu), Yulin, überquert. Er passiert Xiangshuizhen (响水镇) und erhält bei Yuhezhen (鱼河镇) Zufluss vom Yuxi He (l, N ⊙). Dort tritt auch die Trasse der S 20 Yu Shang Gao Su-Autobahn in das Tal ein, dem sie im weiteren Verlauf folgt. Der Fluss wendet sich stärker nach Süden und bei Zhenchuanzhen (镇川镇) mündet als namhafter Fluss der Jinji He (l, O, ⊙). Weiter im Süden liegt die Stadt Chengjiaoxiang (城郊乡). Es folgen Zhaojiabianxiang (赵家砭乡) und Sishilipuzhen (四十里铺镇, Suide). Bei Suide Xian mündet der Dali He (r, W, ⊙) und es überquert ihn die Autobahn G20 in west-östlicher Richtung. Bei Yuchigoucun (鱼池沟村, r, W) mündet der Huaining He (⊙, l, O). Bei Xuejiamaozhen (薛家峁镇) beginnt der Fluss sich in wilderen Schlingen als bisher durch das Lössplateau zu schlängeln und bei Hejiawancun (贺家湾村) liegen zwei Flussschlingen, die jeweils nur durch wenige hundert Meter breite Landzungen getrennt sind. Ähnlich nahe kommen sich die Flussschleifen wieder bei Xiahaojiapancun (下郝家畔村, Qingjian) und bei Qianzhangjiahecun (前张家河村). Bei Wangjiahecun (王家河村) mündet der Wuding von rechts und Norden in den Gelben Fluss.
Die Namen der zahllosen kleineren Zuflüsse, die zum Teil selbst schon bedeutende Gewässer sind, sind schwer zu ermitteln. Erwähnt seien noch die Namen von Hanjiang und Danjiang He. Entlang des Nordteils des Flusses verlief die nördliche Route der antiken Seidenstraße, dieser Trasse folgt heute der National Highway 210.

## Geschichte
Der Name des Flusses im Chinesischen bedeutet „schlängelnder“ oder „wandelnder“, aber auch „launisch“ oder „ohne festen Lauf“. Dies bezieht sich darauf, dass er in alten Zeiten oft seinen Verlauf veränderte. Das Einzugsgebiet des Flusses war in klassischer Zeit heiß umkämpft und viele Schlachten wurden in der Umgegend oder an dem Fluss geschlagen. Ein Zeugnis davon gibt die alte Hauptstadt der Hunnen Tongwangcheng. Sie lag damals auf der Rückseite der Chinesischen Mauer. Ein Gedicht über eine Schlacht im 9. Jahrhundert ist am Ufer des Flusses verortet: Das Gedicht „Reise nach Longxi“ 《陇西行》(Longxi Xing) des Dichters Chen Tao (陳陶). Es beschreibt einen Krieger, der am Ufer verstirbt, woraufhin er seiner Geliebten in ihren Träumen erscheint.

„Trauert für die weißen Skelette am Wuding, denn sie sind nun nur noch Männer in den Träumen ihrer jungen Frauen.“

Der Fluss diente als militärische Grenze in der Periode der Warlords (1916–1928), als Opium den Baumwollanbau in den fruchtbaren Lössgebieten des Flusses ersetzte. Bis in die Anfänge der kommunistischen Zeit wurde dort vor allem Opium angebaut.

## Naturschutz
Der Fluss trägt viel Sediment mit sich und in den letzten 30 Jahren wurden große Anstrengungen unternommen um im Oberlauf des Flusses die Erosion aufzuhalten und zu verhindern, dass so viel Sediment in den gelben Fluss getragen wird. Zu diesem Zweck hat man Terrassierungen, Wiederbewaldung und Dämme angelegt.

## Kultur
Der Fluss hat in der Kultur der Anwohner die Tradition der bardischen Volkslieder daoqing hervorgebracht. Im 19. und 20. Jahrhundert entstanden große Trupps blinder Geschichtenerzähler und Musiker. Diese Tradition wurde in dem Band „Blind Bards of The Wuding“, (China Pictorial, 2006) festgehalten.